# Zagamore
Le sagamore (ou zagamore) fait partie des grands jeux d'extérieur.

## Origine du nom
Le nom Sagamore (on le trouve aussi sous la dénomination de Sachem) tient son origine d'un terme autochtone anglicisé qui signifie le chef suprême de tribus du Nord-Est américain comme les Algonquins.

## Principe du jeu
Les joueurs se répartissent en deux équipes (en général une dizaine par équipes), le but étant de découvrir et de "tuer" le chef adverse (les chefs sont habituellement des adultes encadrant le jeu, bien que ce ne soit pas nécessaire).
Pour cela, chaque joueur incarne une catégorie de personnage particulière (il y a cinq catégories de personnage en plus du chef : n'importe quelle série peut faire l'affaire, par exemple : chevalier, mage, guérisseur, archer… bien que traditionnellement la dernière catégorie soit le Zagamore). Chaque catégorie de personnage peut «tuer» certaines autres et se fait «tuer» par les autres. Seule la dernière catégorie (le zagamore, donc) se fait «tuer» par toutes les autres SAUF par le chef. Seul le zagamore peut donc «tuer» le chef adverse et il faut particulièrement le protéger.
Ce jeu s'organise sur une après-midi entière, voire une journée.